# Bicău
Bicău – wieś w Rumunii, w okręgu Satu Mare, w gminie Pomi. W 2011 roku liczyła 140 mieszkańców. 